# Krásnyye Barikady
Krásnyye Barikady (ruso: Кра́сные Баррика́ды) es un asentamiento de tipo urbano de Rusia, ubicado en el raión de Ikriánoye de la óblast de Astracán.
En 2021, el asentamiento tenía una población de 6592 habitantes.
Se ubica en la orilla occidental del río Bajtemir, junto al punto en el que este río efluye desde el Volga, a medio camino entre la capital distrital Ikriánoye y la capital regional Astracán sobre la carretera E119.

## Historia
El pueblo, originalmente llamado "Bertiul" (Бертюль), fue fundado en el siglo XVIII como un centro de extracción de sal. Fue una pequeña aldea hasta la década de 1870, cuando se asentaron numerosos agricultores del norte de la región por las malas cosechas que sufrían en sus lugares de origen. En 1898, la familia Buniyatov creó aquí un punto de transporte de petróleo procedente de Bakú. Los empleados de los Buniyatov fueron muy activos durante la Revolución rusa, llegando a participar en la defensa de Astracán durante la posterior guerra civil, por lo que la Unión Soviética dio a la empresa el nombre de "Krásnyye Barikady" ("barricadas rojas"), que en 1952 pasó a ser el topónimo de la localidad. Los soviéticos desarrollaron la localidad como un astillero y en 1954 le dieron el estatus de asentamiento de tipo urbano.